# Danh sách nhà Hán học
Nhà Hán học là các chuyên gia chuyên nghiên cứu về Hán học. Hầu hết các nhà Hán học đều không phải là người Trung Quốc, không sinh sống tại Trung Quốc mà chủ yếu là người nước ngoài hoặc người Hoa ở hải ngoại. Lĩnh vực nghiên cứu cũng không thống nhất, có người chuyên nghiên cứu về âm nhạc Trung Quốc, có người chuyên nghiên cứu về văn học Trung Quốc, đại đa số lại chuyên nghiên cứu về lịch sử Trung Quốc.
Sau đây là danh sách các nhà Hán học trên thế giới, cả trong quá khứ lẫn hiện tại.

## Úc
- Rafe de Crespigny (1936-), Úc
- Lawrence W. Crissman, Úc
- Carney T. Fisher, Úc
- Robert Henry Mathews (1877–1970), Úc
- Jonathan Unger, Úc
- Yen Ch'ing-hwang, Úc

## Áo
- Gerd Kaminski
- Michael Prochazka
- Erwin Ritter von Zach

## Bỉ
- Simon Leys
- Roel Sterckx, (1969-) Cambridge, Anh
- Antoine Thomas
- Ferdinand Verbiest
- Nicolas Standaert (Chung Minh Đán, giản thể: 钟鸣旦; phồn thể: 鍾鳴旦; bính âm: Zhōng Míngdàn), 1959-

## Anh
- Frederick W. Baller, Anh
- Timothy Barrett, SOAS, Anh
- Chris Bramall, Sheffield, Anh
- Derek Bryan (1910-2003)
- Flemming Christiansen, Đan Mạch
- Susan Daruvala, Cambridge, Anh
- Glen Dudbridge, Oxford, Anh
- Mark Elvin, Anh
- David W. Faure, Anh/Hồng Kông
- Bernhard Fuehrer, SOAS, Anh
- Herbert Giles (1845-1935)
- Lionel Giles(1875-1958)
- A.C. Graham (1919-1991)
- Michel Hockx, SOAS, Anh
- Reginald F. Johnston (1874-1938)
- James Legge (1815-1897), Scotland
- Michael Loewe, Cambridge, Anh
- Roderick MacFarquhar, Anh
- David McMullen, Cambridge, Anh
- Rana Mitter, Oxford, Anh
- Joseph Needham (1900-1995)
- Edward Harper Parker (1849-1926)
- Paul Thompson (1931-2007)
- Denis C. Twitchett (1925-2006)
- Thomas Francis Wade (1818-1895)
- Arthur Waley (1889-1966)
- William Watson (1917-2007), SOAS, Anh
- Gordon White (1942-1998), IDS, Anh

## Bulgaria
- Snejina Gogova, Giáo sư Trường Đại học Sofia, Sofia, Bulgaria

## Canada
- Florence C.Y. Chao-yeh, Trung Quốc/Canada
- Daniel Bryant, Canada
- Jerome Ch'en 陳志讓 (Trần Chí Nhượng)(1919-), người Canada
- Edwin G. Pulleyblank, Canada
- Yeh Chia-ying (葉嘉瑩 - Diệp Gia Oánh), Canada
- Jeremy Paltiel, Giáo sư Trường Đại học Carleton, Canada
- Ian Hodge

## Trung Quốc Đại lục, Đài Loan, Hồng Kông và Ma Cao
- Hoàng Hiện Phan (黄现璠), Trung Quốc
- Nhiêu Tông Di (饒宗頤), Hồng Kông
- Vương Lực (王力), Trung Quốc
- Trương Quang Trực (張光直), Trung Quốc/Mỹ
- Hoàng Nhân Vũ (黄仁宇), Đài Loan/Mỹ
- Chung-min Chen, Đài Loan
- Chen Shih-Hsiang
- Ch'en Shou-yi
- Kung-chuan Hsiao, Trung Quốc/Mỹ
- Hà Bái Hùng (何沛雄), Hồng Kông
- Tiền Mặc (錢穆)
- Hạ Chí Thanh (夏志清)
- Triệu Nguyên Nhiệm (趙元任), Trung Quốc/Mỹ

## Croatia
- Tihana Naomi Siftar, Zagrab/Croatia

## Cộng hòa Czech
- Josef Kolmaš, Cộng hòa Czech
- Oldřich Král, (1930)
- Jaroslav Průšek, (1906-1980) Tiệp Khắc (cũ)
- Oldřich Švarný, (1920)

## Đan Mạch
- Flemming Christiansen, Đan Mạch/Anh

## Pháp
- Jean-Baptiste Du Halde (1674-1743)
- Arcade Huang (1679-1717)
- Étienne Fourmont (1683-1745)
- Jean Denis Attiret (1702-1768)
- Jean Joseph Marie Amiot (1718-1793)
- Jean-Pierre-Abel Rémusat (1788-1832)
- Stanislas Julien (1797-1873)
- Séraphin Couvreur (1835-1919)
- Robert Gauthiot (1876–1916)
- Édouard Chavannes (1865 - 1918)
- Paul Pelliot (1878-1945)
- Henri Maspero (1883-1945)
- Marcel Granet (1884-1940)
- René Grousset (1885-1952)
- Robert des Rotours (1891-1980)
- Paul Demiéville (1894-1979)
- Yves Hervouet (1921-1999)
- Jacques Gernet (1921-)
- Jean-Luc Domenach (1945-)
- François Jullien (1951-)
- Marie Holzman (1953-)
- Jean-Philippe Béja
- Étienne Balázs, Hungary/Đức/Pháp
- Léon Vandermeersch, Pháp

## Đức
- Wolfgang Bauer
- Hans Bielenstein, Đức/Mỹ
- Reinhard Emmerich, Đức
- Hans van Ess
- Lothar von Falkenhausen, Đức/Mỹ
- Otto Franke (1863-1946)
- Hans Frankel, Đức
- Herbert Franke, Đức (1914-2011)
- Hans Georg Conon von der Gabelentz (1807-1874)
- Thomas Heberer
- Yu-chien Kuan
- Wolfgang Kubin
- Walter Liebenthal (1886-1982)
- Erling von Mende, Đức
- Florian C. Reiter
- Helwig Schmidt-Glintzer
- Christian Schwarz-Schilling, Đức
- Hans Steininger (1920-1990)
- Rolf Trauzettel
- Ulrich Unger, Đức
- Helmut Wilhelm
- Richard Wilhelm (1873-1930)

## Hungary
- Étienne Balázs (1905-1963), Hungary/Đức/Pháp
- Huba Bartos (1966-)
- Barnabás Csongor (1923-)
- Ildikó Ecsedy (1938–2004)
- Imre Galambos (1967–)
- Imre Hamar (1968-)
- Gyula Jordán (1940)
- Lajos Ligeti (1902-1987)
- Pál Miklós (1927–2002)
- Péter Polonyi (1935-)
- Gergely Salát (1975-)
- Barna Tálas (1928-)
- Ferenc Tőkei (1930-2000)

## Ấn Độ
- V.P.Dutt
- Tan Chung
- Giri Deshinkar
- Madhu Bhalla
- Manoranjan Mohanty
- Mira Sinha Bhattacharya
- Srikant Kondapalli
- B.R.Deepak
- Swaran Singh
- Alka Acharya
- Vara Prasad
- P. Mukherji
- Yukteshwar Kumar
- Geeta Kochhar

## Ireland
- Sean Hurley

## Italia
- Giuliano Bertuccioli (1923-2001)
- Enrica Collotti Pischel (1930-2003)
- Gabriele Crespi-Reghizzi (1941-)
- Lionello Lanciotti (1926-)
- Martino Martini (1614-1661)
- Matteo Ricci (1552-1610), nhà Hán học đầu tiên ở châu Âu
- Giuseppe Tucci (1894-1984)
- Guido Samarani
- Tiziana Lippiello
- Mario Sabattini
- Paolo Santangelo
- Federico Greselin
- Marco Ceresa

## Nhật Bản
- Aoki Masaru 靑木正兒 (1887-1964)
- Fujita Toyohachi 藤田豐八 (1869-1929)
- Hadani Ryōtai 羽溪了諦 (1883-?)
- Haneda Tōru 羽田亨 (1882-1955)
- Hattori Unokichi 服部宇之吉 (1867-1939)
- Hayashi Taisuke 林泰輔 (1854-1922)
- Ichimura Sanjirō 市村瓚次郎 (1864-1947)
- Ikeuchi Hiroshi 池內宏 (1878-1952)
- Ishida Mikinosuke 石田幹之助 (1891-1974)
- Kanda Kiichirō 神田喜一郎 (1897-1983)
- Kanō Naoki 狩野直喜 (1868-1947)
- Katō Shigeshi 加藤繁 (1880-1989)
- Kishimoto Mio 岸本美緒
- Kuwabara Jitsuzo 桑原隲藏 (1873-1931)
- Mikami Tsugio 三上次男 (1907-1987)
- Miyazaki Ichisada 宮崎市定
- Mori Shikazō 森鹿三 (1906-1980)
- Morohashi Tetsuji 諸橋轍次 (1883-1982)
- Naitō Konan 內藤虎次郎 (1866-1934)
- Niida Noboru 仁井田陞 (1904-1966)
- Nishijima Sadao 西嶋定生 (1919-1999)
- Ōbi Kōichi 小尾郊一 (1913-)
- Ojima Sukema 小島祐馬 (1881-1966)
- Okazaki Fumio 岡崎文夫 (1888-1950)
- Ono Genmyō 小野玄妙 (1883-1939)
- Oyanagi Shigeta 小柳司氣太 (1870-1940)
- Shiba Yoshinobu 斯波義信
- Shiratori Kurakichi 白鳥庫吉 (1865-1942)
- Suzuki Daisetsu 鈴木大拙 (1870-1966)
- Suzuki Torao 鈴木虎雄 (1878-1963)
- Takakusu Junjirō 高楠順次郎 (1866-1945)
- Takeuchi Yoshimi 武內好 (1910-1977)
- Takeuchi Yoshio 武內義雄 (1886-1966)
- Tokiwa Daijō 常盤大定 (1870-1945)
- Tomiya Itaru 冨谷至
- Tsuda Sōkichi 津田左右吉 (1873-1961)
- Tsukamoto Zenryū 塚本善隆 (1898-1980)
- Uno Tetsuto 宇野哲人 (1875-1974)
- Yabuuchi Kiyoshi 藪內清 (1906-2001)
- Charles Muller, Nhật Bản
- Bruce E. Carpenter夏博如, Nhật Bản

## Kazakhstan
- Yury Zuev (1932 - 2006) Kazakhstan/Nga

## Macedonia
- Verka Modanu, Macedonia

## Hà Lan
- J.J.L. Duyvendak, Hà Lan
- Hans van de Ven, Cambridge, Anh

## New Zealand
- Rewi Alley

## Ba Lan
- Janusz Chmielewski, Ba Lan
- Witold Jabłoński, Ba Lan

## Nga
- Đào Mạnh Hiếu (1775-1853)
- Pyotr Ivanovich Kafarov (1817-1878)
- Lev Nikolaevitch Men'shikov
- Evgenij Ivanovich Kychanov
- Yurii Lvovich Krol
- Evgenij Alekseevich Torchinov
- Peter A. Boodberg (1903-1972), Nga/Mỹ
- Yuri Pines, Nga/Israel
- Vladimir Vyacheslavovich Malyavin

## Singapore
- Vương Canh Vũ (王赓武), Singapore

## Slovenia
- Maja Lavrač
- Jana S. Rošker
- Mitja Saje

## Thuỵ Điển
- Göran Malmqvist (Mã Duyệt Nhiên, giản thể: 马悅然; phồn thể: 馬悅然; bính âm: Mǎ Yuèrán), Thuỵ Điển
- Johan Gunnar Andersson, Thuỵ Điển
- Hans H.A. Bielenstein, Thuỵ Điển
- Bernhard Karlgren (Cao Bản Hán, giản thể: 高本汉; phồn thể: 高本漢; bính âm: Gāo Běnhàn) (1889-1978), Thuỵ Điển
- Cecilia Lindqvist (Lâm Tây Lợi, tiếng Trung: 林西莉; bính âm: Lín Xīlì, Thuỵ Điển

## Mỹ
- William Alford, Mỹ
- Robert Ashmore, Mỹ
- Anthony Barbieri-Low, Mỹ
- A. Doak Barnett, Mỹ
- Wm. Theodore de Bary, Mỹ
- Cyril Birch, Mỹ
- Derk Bodde (1909-2003), Mỹ
- William G. Boltz, Mỹ
- Wing-tsit Chan (1901-1994), Mỹ
- Jerome Cohen, Mỹ
- Paul A. Cohen, Mỹ
- James Cole, Mỹ
- Herlee G. Creel (1905-1994), Mỹ
- Pamela Kyle Crossley, Mỹ
- Robert Joe Cutter, Mỹ
- John DeFrancis (1911-), Mỹ
- Kirk A. Denton, Mỹ
- Prasenjit Duara, Mỹ
- Homer H. Dubs
- Jack L. Dull
- Lloyd Eastman, Mỹ
- Patricia Ebrey, Mỹ
- Randle Edwards, Mỹ
- Joseph Esherick, Mỹ
- Yonis Etchechoury, Mỹ
- John K. Fairbank (Phí Chính Thanh 費正清)(1907-1991), Mỹ
- Courtenay Hughes Fenn, Mỹ
- Henry Courtenay Fenn, Mỹ
- Albert Feuerwerker, Mỹ
- John W. Garver, Mỹ
- Hill Gates, Mỹ
- James Geiss, Mỹ
- Patrick Hanan, Mỹ
- Stevan Harrell, Mỹ
- James R. Hightower, Mỹ
- David Hinton, Mỹ
- Ping Ti Ho, Mỹ
- Dale Hoiberg, Mỹ
- Donald Holzman, Mỹ/Pháp
- Immanuel C.Y. Hsu (Từ Trung Ước 徐中约)(1923-2005), Mỹ
- Ray Huang (Hoàng Nhân Vũ 黃仁宇)(1918-2000), Mỹ
- Charles O. Hucker, Mỹ
- John Israel, Mỹ
- David N. Keightley, Mỹ
- George A. Kennedy, Mỹ
- Martin Kern, Đức/Mỹ
- Jeffrey C. Kinkley, Mỹ
- David R. Knechtges, Mỹ
- David M. Lampton, Mỹ
- Owen Lattimore, Mỹ
- Mark Edward Lewis
- Paul Linebarger, Mỹ
- E. Perry Link, Mỹ
- James J.Y. Liu, Mỹ
- Peter Lorge, Mỹ
- Stanley Lubman
- Victor Mair, Mỹ
- Emily Martin, Mỹ
- Richard B. Mather, Mỹ
- Thomas Metzger
- Rana Mitter, Anh
- Frederick W. Mote, Mỹ
- Susan Naquin
- Andrew Nathan, Mỹ
- William H. Nienhauser, Jr., Mỹ
- Michael Nylan, Mỹ
- Michel Oksenberg, Mỹ
- Stephen Owen, Mỹ
- Monty Pickren
- Evelyn Sakakida Rawski
- William T. Rowe
- Edward H. Schafer, Mỹ
- Orville Schell, Mỹ
- R. Keith Schoppa, Mỹ
- Judith Shapiro, Mỹ
- Sidney Shapiro
- Richard Shek, Mỹ
- Vivienne Shue, Mỹ/Anh
- Nathan Sivin, Mỹ
- Jonathan Spence (Sử Cảnh Thiên 史景遷), Mỹ
- Madeline K. Spring, Mỹ
- Richard B. Stamps (Doãn Nhân Ấn 尹因印), Mỹ
- John F. Sweeney, Mỹ
- Laurence Thompson, Mỹ
- Hoyt C. Tillman, Mỹ
- Denis C. Twitchett (23/9/1925-24/2/2006), Anh/Mỹ
- Frederic Wakeman (Nguỵ Phỉ Đức 魏斐德) (1937-14/9/2006)
- Joanna Waley-Cohen, Mỹ
- Jeffrey Wasserstrom, Mỹ
- Burton Watson, Mỹ
- Stephen H. West, Mỹ
- C. Martin Wilbur, Mỹ
- Philip F.C. Williams, Mỹ
- Karl August Wittfogel (1896-1988), Mỹ
- Timothy C. Wong, Mỹ
- Yenna Wu, Mỹ
- Pauline Yu, Mỹ

## Việt Nam
- Đặng Thai Mai
- Vũ Khiêu
- Nguyễn Hiến Lê
- Nguyễn Huy Quý